# Frank Dammann
Frank Dammann (* 10. Mai 1957 in Braunschweig; † 4. April 2017 in Hannover) war ein deutscher Handballspieler.
Dammann wuchs in Garbsen bei Hannover auf. Als Jugendlicher war er aktiver Fußball- und Tennisspieler des TSV Havelse (Oberliga Nord). Zum Handball kam Frank Dammann über die Schulauswahl des Johannes-Kepler-Gymnasiums Garbsen. Sein damaliger Schulsportlehrer Victor Schmidthauer entdeckte die großen handballerischen Fähigkeiten des Linkshänders. Seine erste Vereinsstation hieß im Jahre 1976 SV Arminia Hannover. Zur Saison 1978/79 wechselte Dammann zum VfL Gummersbach. Der Rechtsaußen wurde 1982, 1983, 1985 und 1988 Deutscher Meister, 1982, 1983 und 1985 gewann er auch den DHB-Pokal.
Sein erstes Länderspiel für die Nationalmannschaft bestritt Dammann am 10. Januar 1979 in Viborg gegen Island. In insgesamt 83 Länderspielen warf er 89 Tore.